# サウスパーク:アフターコロナ
『サウスパーク:アフターコロナ』（原題：South Park: Post COVID）はアメリカのコメディ・セントラルのテレビアニメシリーズ『サウスパーク』の長編作品である。定額制動画配信サービスの｢Paramount＋｣にて2021年11月25日より、スペシャルエピソードの第1弾として配信された。

## 概要
COVID-19を題材にしたテレビシリーズの特別編「パンデミックスペシャル」「ワクチンスペシャル」の続編として制作された本作は40年後の世界を舞台に大人になった主人公たちを描いており、次作「帰ってきたコロナ」との2部構成になっている。

## ストーリー
パンデミック発生から40年が経ち収束に向かっていく中、大人になったスタンはサウスパークから離れた都会に暮らしていた。そんな彼の元にかつての親友であるカイルから一本の電話が掛かり、彼らの友達であったケニーの死を知らされる。
ケニーの葬式に出席するため嫌々ながらもサウスパークに戻ってきたスタンは、通夜で子供時代の友人たちと再会する。深夜トークショーの主役として活躍するジミー、警官として働くトークン、小学校時代から変わらず付き合っているトゥイークとクレイグ、結婚をしたウェンディと夫のダーウィン、クライドたちである。そしてカートマンはユダヤ教に改宗し、結婚までしていた。
その夜、宿泊中のモーテルでテレビを見ていたスタンはケニーが書いたボードの中に、かつて父親が営んでいた大麻農園の名前『テグリディ・ウィード』を見つける。

## キャラクター

### 主要人物
スタン・マーシュ
サウスパークから離れた都会に人型アレクサと暮らしている。
アルコール依存症であり、オンラインのウイスキーコンサルタントとして働いている。
ケニーの死をきっかけにサウスパークへ戻るが、パンデミックでの一件でカイル達に冷たく接している。
ある事件により家族と絶縁状態である。
カイル・ブロフロフスキー
サウスパークに残りネット事業立ち上げのカウンセリングをしている。
パンデミックを乗り越えた後も友達思いなのは変わらず、ケニーの死の真相について追おうとする。
エリック・カートマン
ユダヤ教に改宗してラビとなり、コロラドスプリングスの教会で長として就任している。
同じくユダヤ教徒であるイェントルと結婚し、3人の子供を授かっている。
ケニー・マコーミック
科学者として未来を切り開こうとするも、原因不明の死を遂げた。
ある謎を解明しようとするも自身に命の危機が迫っていることを知り、『全ての情報を隠した、親友たちなら場所が分かるだろう』と遺書に書き残した。

### 主人公の同級生
ウェンディ・テスタバーガー
スタンの彼女であったが、40年後にダーウィンと結婚している。
ジミー・ヴァルマー
コメディアンとして活躍し、深夜トークショー『ジミーと夜更かし』（LATE NIGHT with Jimmy）の主役を務めている。
しかし風刺や皮肉を取り扱わなくなり、様々な人種や性別を褒めるジョークを披露している。

### その他
アレクサ
スタンが所有している女性型のホログラム。
典型的な「口うるさい妻」のような性格をしており、スタンの命令に背いたり暴言を吐く。そして最後には通販サイトのセール品を紹介してくる。

## 用語
テグリディ・ウィード
ランディが経営していた大麻農園。
スペース・ジャム2
2021年に公開された実写×アニメーションの映画。ランディによると、この映画が公開されたことによってアメリカが崩壊した。

## キャスト
- トレイ・パーカー
- マット・ストーン
- エイプリル・スチュワート
- モナ・マーシャル
- キンバリー・ブルックス
- エイドリアン・ベアード
- デリラ・クヤラ
- ベティ・ブギー・パーカー